# Адам де ла Аль
Ада́м де ла Аль (или устар. де ла Галь, фр. Adam de la Halle, также известный под прозвищем Адам Горбатый, фр. Adam le Bossu; 1240, Аррас — 1287, Неаполь) — французский трувер, поэт и композитор.
Адам де ла Аль родился приблизительно в 1237 (1240) году, предположительно в городе Аррас, Франция. Его отец, Анри де ла Аль (Henri de la Halle), был в Аррасе известным и уважаемым человеком. Воспитывался Адам в аббатстве Восель, в Камбре, где изучал грамматику, богословие и музыку. Принадлежал к духовному званию, но отказался от принятия сана. Уехал в Париж и поселился у графа Роберта II д’Артуа. В 1282 году сопровождал графа в его поездке в Неаполь, где остался жить и пять лет спустя умер.
Из творческого наследия Адама де ла Аля до нас дошли 36 одноголосных песен (шансон), не менее 18 jeux partis (песни-диалоги куртуазного содержания; см. Тенсона), 16 рондо́, 5 политекстовых мотетов в стилистике Ars antiqua (в отношении ещё 6 мотетов авторство Адама оспаривается). Кроме того, Адам — автор двух небольших пьес: «Игра о беседке» (Je de la feuillée, ок. 1276) и «Игра о Робене и Марион» (фр. «Jeu de Robin et de Marion», ок. 1282—1285; с обширными музыкальными вставками), которую исследователи рассматривают как дальний прообраз оперы.
Произведения де ла Аля впервые собраны и изданы Э. Кусмакером в 1872 году.

## Сочинения
- Игра о Робене и Марион // Хрестоматия по западноевропейской литературе: Литература средних веков (IX—XV вв.) / Составила проф. Р. О. Шор. — М.: Учпедгиз, 1936. — С. 239—243. — 528 с. — 10 000 экз.
- Три мелодии из jeu parti «Робен и Марион» // Музыкально-историческая хрестоматия / М. В. Иванов-Борецкий. — Изд. 2-е, дополн. и перераб. — М.: Музгиз, 1933. — Т. 1. — С. 69. — 128 с.
- Le jeu du Robin et Marion, hrsg. v. F. Gennrich. Frankfurt a.M. u. Langen, 1962;
- The Lyric Works of Adam de la Hale, ed. by N. Wilkins // Corpus Mensurabilis Musicae, vol. XLIV (1967) (все муз. соч. в транскрипции);
- The Lyrics and Melodies of Adam de La Halle, ed. D.H. Nelson and H. van der Werf. New York, 1985.